# Rudolf Novаček
Rudolf Novaček (češ. Rudolf Nováček 7. april 1860 Bela Crkva, Austrijsko carstvo, danas Srbija) – 11. avgust 1929 Prag) bio je češki vojni kapelan, muzički kompozitor, violinista i nastavnik.

## Biografija
Potiče iz porodice muzičara. Njegov otac Martin Josef Novaček, je bio nastavnik muzike u Temišvaru. Bio je nadareni violinista, zajedno s ocem i braćom su činili violinski kvintet koji je išao na turneje. Završio je realku u Temišvaru i studije je nastavio na bečkom konzervatorijumu (1874–1876). Po okončanju studija pridružio se kapeli 11. pešadijskog puka, gde je odmah postao solista i kapelan. Nakon toga je postao član kapele 74. pešadijskog puka, koji je imao sedište u Insbruku, a kasnije u Hradecu Kralove, u Češkoj. 1884. je postao kapelan 28. puku u Pragu. U to vreme bio je član Umetničke besede (чеш. Umělecká beseda) i družio se sa Dvoržakom, Zdenjekom Fibihom i Karlom Bendelom.
Године 1890, je postao kapelan 1. konjičkog puka u Sofiji. U periodu 1891-1895 bio je kapelan rumunske kraljevske garde u Bukureštu. Posle 1895. radio je kao dirigent i nastavnik muzike u raznim gradovima Rusije, Belgije, Holandije i Nemačke. Od 1905. godine predavao je muziku opet u Temišvaru, a nakon smrti svog oca postao je direktor tamošnje muzičke škole.
Po nastanku Čehoslovačke trebalo je da postane direktor vojne muzičke škole, čije osnivanje se pripremalo (1921). Međutim, kako su se pripreme otegle, vratio se nazad u Temišvar. 1929. godine je u Pragu operisan, a od posledica operacije je preminuo.

## Delo

### Koračnice
- Marš 74. puka (češ. Pochod 74. pluku, 74er Defilier Marsch)
- Benedek Jubiläums Marsch, 1879
- Defilir-March, op. 25
- Kastaldo, op. 40 - marš nazvan po komandantu 28. pešadijskog puka Ludviga Kastalda (1839–1910), koji je komandovao pukom 1890-1894.
- Bicilista (češ. Cyklista)
- Naš drugi milion (češ. Náš druhý milion), 1891
- Za uspeh naše izložbe (češ. Na zdar naší výstavě)
- Mi plzenjski momci (češ. My plzeňští hoši)
- Koridor Marsch
- Marš generala Laudona (češ. Pochod generála Laudona, General Laudon Marsch)
- Gde je moj dom (češ. Kde domov můj)
- Pozdrav iz Sofije (češ. Pozdrav ze Sofie)
- Marš naših momaka (češ. Pochod našich hochů)
- Kardief
- Marš ministra Narodne odbrane (češ. Pochod ministra Národní obrany)
- Na prej
- Zdravo! (češ. Ahoj)

### Muzika za ples
- Čar cvetova (češ. Kouzlo květů), francuska polka
- Higea (češ. Hygea), polka
- Pohvalnica (češ. Velebínka), polka
- Igra pravnika (češ. Ples juristů), polka
- Bajkovita magija (češ. Pohádková kouzla), valcer
- Među braćom (češ. Mezi bratry), mazur polka
- Češki plesni album (češ. České album taneční), valceri

### Druge kompozicije
- Osam karti spomenara: za pijano u dve ruke, Op. 1
- Mala svita za klavir (zbirka Mladi češki pijanista)
- Sonata za klavir
- Koncert a klavir
- Romansa za violončelo i klavir, 1889
- Simfoneta za duvačke instrumente 1888
- Otelo, predigra